# CSR Orhei
Het Complexul Sportiv Raional Orhei (kortweg CSR Orhei genoemd) is een multifunctioneel stadion in Orhei, een stad in Moldavië. Tussen 1980 en 2007 heette dit stadion Stadionul Orăşenesc. 
Het stadion wordt vooral gebruikt voor voetbalwedstrijden, de voetbalclubs FC Milsami Orhei en FC Costuleni maken gebruik van dit stadion. In het stadion is plaats voor 2.539 toeschouwers. Het stadion werd geopend in 1980. Het werd gerenoveerd in 2007. In dat jaar kwam er een nieuw grasveld te liggen. Ook werd de houten tribune afgebroken en vervangen door een nieuwe. 